# Laksar
Laksar è una suddivisione dell'India, classificata come nagar panchayat, di 18.240 abitanti, situata nel distretto di Haridwar, nello stato federato dell'Uttarakhand. In base al numero di abitanti la città rientra nella classe IV (da 10.000 a 19.999 persone).

## Geografia fisica
La città è situata a 29° 46' 0 N e 78° 2' 60 E e ha un'altitudine di 226 m s.l.m. (285 secondo un'altra fonte).

## Società

### Evoluzione demografica
Al censimento del 2001 la popolazione di Laksar assommava a 18.240 persone, delle quali 9.850 maschi e 8.390 femmine. I bambini di età inferiore o uguale ai sei anni assommavano a 2.757, dei quali 1.559 maschi e 1.198 femmine. Infine, coloro che erano in grado di saper almeno leggere e scrivere erano 12.324, dei quali 7.382 maschi e 4.942 femmine.